# Psaru
Psaru (gr. Ψαρρού) – miejscowość w Grecji, na południowym wybrzeżu wyspy Mykonos w archipelagu Cyklad. Według spisu ludności w 2001 roku liczyła 96 mieszkańców.
W miejscowości znajduje się piaszczysta plaża Psaru, popularna wśród miłośników sportów wodnych.